# Kamen Rider Kuuga
Kamen Rider Kuuga (仮面ライダークウガ Kamen Raidā Kūga, "Masked Rider Kuuga") là một chương trình truyền hình tokusatsu của Nhật. Đây là phần phim Kamen Rider đầu tiên phát sóng hoàn toàn trong thời Bình Thành và là phần thứ mười của loạt phim Kamen Rider. Bộ phim là sự hợp tác giữa Ishinomori Production và Toei Company, được chiếu trên TV Asahi từ 30 tháng 1 năm 2000 đến ngày 21 tháng 1 năm 2001, thay thế Moero!! Robocon trong khe thời gian. Kamen Rider Kuuga là phần phim Kamen Rider đầu tiên được phát sóng trên màn ảnh rộng.
Tại Việt Nam, bộ phim được chiếu trên kênh VTC9 - Let's Viet với tên gọi Cuộc chiến quái vật (Phần II).

đây là poster dành cho bản Blu-ray của phim

## Cốt truyện
Từ lâu, tộc Grongi (グロンギ Gurongi) đã khủng bố tộc Linto (リント Rinto), tổ tiên của loài người cho đến khi một chiến binh tên là Kuuga (クウガ Kūga) xuất hiện và đánh bại các Grongi, niêm phong tộc trưởng trong một hang động. Ngày nay, thắt lưng đá bí ẩn của Kuuga được khai quật, giải phong ấn Grongi giúp chúng hồi sinh và tiếp tục trò chơi của chúng bằng cách giết chết hậu duệ của tộc Linto, tức loài người. Một thanh niên đa tài tên là Godai Yuusuke đã phát hiện ra bản thân có một mối liên hệ nào đó với chiếc thắt lưng đá bí ẩn kia và trở thành Kamen Rider Kuuga chiến đấu với tộc Grongi. Anh đã giúp tập hợp Cảnh sát Khoa học để chiến đấu với Grongi, sử dụng các sức mạnh khác nhau của Kuuga để ngăn chặn và đánh bại chúng, bảo vệ nụ cười cho mọi người. Nhưng khi cuộc chiến cuối cùng đến gần, Yuusuke khám phá ra bí mật khủng khiếp về mối liên hệ giữa Kuuga và tộc trưởng tộc Grongi.

## Nhân vật

### Riders
| Kamen Rider Kuuga | Riku ► Yusuke Godai |

- Yusuke Godai / Kamen Rider Kuuga (五代 雄介／仮面ライダークウガ (Ngũ Đại Hùng Giới) Godai Yūsuke / Kamen Raidā Kūga?, 1-30, Kamen Rider Kuuga vs. the Strong Monster Go-Jiino-Da, 31-46, Episode 46.5: First Dream of the New Year, 47-49, Episode 50: Good Job & Kamen Rider Kuuga: Special Chapter) : là chàng trai 24 tuổi đa tài sinh ra ở Hokkaidō vào ngày 18 tháng 3 năm 1975 với nhóm máu O. Vào ngày anh trở về Nhật Bản từ Indonesia để gặp Sakurako Sawatari, cuộc đời anh đã thay đổi. Anh là người đeo đai Arcle, thứ có thể biến anh thành Kuuga. Anh là một người vô tư và trung thực chiến đấu để "bảo vệ nụ cười của mọi người, không muốn nhìn thấy mọi người rơi nước mắt". Anh luôn được Kaoru Ichijo gọi là người hạnh phúc và may mắn nhất trên thế giới khi mọi chuyện đến với anh đều dễ dàng kể từ khi trở thành Kuuga. Yusuke làm việc tại Pore-Pore Tea Cafe, và liên tục cố gắng để làm chủ 2000 kỹ năng và tài năng khác nhau mà anh sử dụng để giúp đỡ người khác. Khi anh còn là học sinh tiểu học lớp sáu, anh đã mất mẹ. Cha anh là một nhiếp ảnh gia chiến tranh đã qua đời ở Afghanistan khi anh 18 tuổi. Anh và em gái Minori được người bạn của cha mình, Tamasaburo Kazari, chăm sóc và nuôi dưỡng.

Khi bắt gặp quái vật Grongi, anh intones: Henshin! (変身！ Henshin!)
Khi chuyển lên 1 form khác, anh intones: Chou Henshin! (超変身！ Chō Henshin!)
- Linto Tribe (リント族 Rinto Zoku?) : là một bộ tộc người sống trong thời kỳ đầu của nền văn minh, họ là tổ tiên của loài người thời hiện đại. Họ đã sử dụng chữ tượng hình cổ đại. Họ đã bị tấn công bởi một bộ lạc được gọi là Grongi, tộc người đã biến thành những sinh vật quái dị sau khi tìm thấy một hòn đá ma thuật từ thiên đàng và sử dụng nó để gây chiến với các bộ lạc khác. Là một bộ lạc hòa bình, Linto không bao giờ có nhu cầu về các chiến binh. Vì sợ bộ lạc của họ bị Grongi tiêu diệt, các pháp sư trong làng đã tìm kiếm sự giúp đỡ của Overlord of Darkness, người đã giúp họ bằng cách chọn Riku trở thành người bảo vệ bộ lạc của họ, Kuuga. Mặc dù nhà vô địch của Linto đã đánh bại Grongi, sau khi phong ấn tất cả 200 người trong số chúng, cuộc sống của Linto đã thay đổi. Con người trở nên hung dữ như Grongi và tìm kiếm mọi thứ để thỏa mãn mong muốn của họ.
  - Riku (リク Riku?, 1, 39, Kamen Rider Kuuga: Special Chapter & Kamen Rider Heisei Generations FOREVER) : là một người đàn ông bí ẩn được sinh ra trong bộ tộc Linto yêu thiên nhiên-hoà bình và là người được chọn để trở thành chiến binh Linto cổ đại với danh xưng Kuuga nhằm chiến đấu với bộ tộc Grongi ham muốn chiến đấu để bảo vệ bộ tộc của mình. Là Kamen Rider Kuuga đời trước, cơ thể của anh bị phá huỷ sau khi phong ấn Grongi nhưng linh hồn anh vẫn cảm ứng được sự hồi sinh của Grongi nên trao sức mạnh của Kuuga cho Yusuke. Trong quá trình chiến đấu với Grongi, anh sử dụng 4 dạng cơ bản là Mighty Form, Dragon Form, Pegasus Form và Titan Form mà không lên được các dạng cao hơn như Yusuke.

### Đồng minh
- Kaoru Ichijo (一条 薫 Ichijo Kaoru?, 1-46, Episode 46.5: First Dream of the New Year, 47-49, Episode 50: Good Job & Kamen Rider Kuuga: Special Chapter) : là một thanh tra cảnh sát 25 tuổi sinh ra ở thành phố Nagoya, tỉnh Aichi vào ngày 18 tháng 4 năm 1974. Anh làm việc cho Phòng An ninh của Sở Cảnh sát tỉnh Nagano và được gửi đến Unidentified Life Form Related Cases Special Joint Investigation Headquarters, nơi thành lập lực lượng Cảnh sát Khoa học do anh lãnh đạo để chiến đấu với Grongi. Anh là một trong những đồng minh đáng tin cậy nhất của Yusuke, thường cung cấp các trang thiết bị và nghiên cứu pháp y. Vào sinh nhật thứ mười của mình, cha anh, cũng là một sĩ quan cảnh sát, đã chết đuối khi cố gắng cứu những người bị rơi xuống sông. Khi trưởng thành, Ichijo thường sẽ trở về nhà với mẹ vào ngày sinh nhật của mình để dành thời gian cho mẹ, vì cô làm y tá và thường xuyên làm việc trong các ngày lễ. Ichijo là một cảnh sát tận tụy, chăm chỉ. Anh ấy đặt công việc và nghĩa vụ của mình lên trên cuộc sống cá nhân, và hầu như luôn luôn làm việc. Mặc dù vậy, anh ấy rất thân thiện và sâu sắc. Giống như cha mình, Ichijo là một cảnh sát mẫu mực, người tin tưởng vững chắc vào việc làm đúng. Mặc dù anh ấy rất nghiêm khắc với bản thân mình, anh ta sẽ làm mọi thứ có thể, thậm chí bẻ cong các quy tắc của cảnh sát, để giúp Yusuke chiến đấu với Grongi. Sau khi Grongi bị đánh bại, Ichijo trở về Nagano.
- Sakurako Sawatari (沢渡 桜子 Sawatari Sakurako?, 1-46, Episode 46.5: First Dream of the New Year, 47-49, Episode 50: Good Job & Kamen Rider Kuuga: Special Chapter) : là một người bạn thời sinh viên của Yusuke và đã tốt nghiệp tại trường Đại học Jōnan, người đã dịch các bản phiên âm "Lintonese" cổ đại kể về Kuuga và Grongi. Cô 23 tuổi, sinh ra ở tỉnh Gunma vào ngày 30 tháng 10 năm 1976. Sakurako đang giúp giáo sư Natsume trong nghiên cứu khảo cổ học về tàn tích Kurougatake bằng cách dịch các biểu tượng tìm thấy trên sarcophagus của Riku. Trong khi làm việc, Yusuke Godai, bạn của Sakurako, bước vào phòng cô qua cửa sổ, cố gắng và thất bại trong việc hù cô bằng cách sử dụng mặt nạ mà anh mang về từ chuyến đi Indonesia. Sau vài cuộc nói chuyện nhỏ, máy tính của Sakurako kết thúc việc dịch hai trong số các glyph, một trong số đó có nghĩa là "cái chết" và cái còn lại là "cảnh báo". Sakurako đã cố gắng cảnh báo nhóm nghiên cứu, nhưng đã gọi quá muộn để ngăn chặn cái chết của họ bởi con quái vật mà họ đã vô tình giải phóng. Sau đó, Yusuke và Sakurako đã được xem những thước phim kinh hoàng về những gì đã xảy ra với nhóm nghiên cứu. Thám tử Kaoru Ichijo đã cố gắng kéo ra một vài chuỗi và đưa cho họ Arcle, một vật phẩm từ đống đổ nát, để phân tích. Tuy nhiên, trước khi họ có thể rời đi, đồn cảnh sát đã bị một Grongi, một trong những quái thú khác từ đống đổ nát tấn công. Sakurako được Godai cứu, anh đã đeo Arcle và trở thành Kuuga, chiến đấu với quái vật. Lúc đầu, cô chống lại sự giúp đỡ vì cô lo lắng cho Yusuke, nhưng giờ cô tin tưởng anh hoàn toàn và làm việc chăm chỉ để giúp Yusuke hiểu được sức mạnh của anh bằng cách giải mã các bài viết. Sakurako tốt bụng, thông minh và chăm chỉ. Cô ấy sẽ thường thức cả đêm để hoàn thành một dự án mà cô ấy đã bắt đầu, chẳng hạn như giải mã ngôn ngữ Linto.
- Tamasaburo Kazari (飾 玉三郎 Kazari Tamasaburō?, 5-16, 18-30 & 32-49) : là một cựu nhà thám hiểm và là bạn với cha của Yusuke và Minori, ông được mọi người trìu mến gọi là Oyassan (おやっさん Oyassan?). Ông 44 tuổi sinh ngày 9 tháng 6 năm 1955, sở hữu và điều hành Pore-Pore Tea Cafe. Ông là một nhân vật ngớ ngẩn, nhẹ dạ, giữ một cuốn sách phế liệu về tất cả những kỳ tích của Kuuga từ tờ báo, mặc dù không biết Yusuke là "Number 4" và nghĩ rằng cái tên "Kuuga" là một từ vô nghĩa được tạo ra bởi Yusuke. Tuy nhiên, sau khi biết được sự thật, ông đã đánh dấu Kuuga trên tạp dề của mình trong đoạn kết của phim.
- Minori Godai (五代 みのり Godai Minori?, 3, 9-10, 12, 16, 18-20, 22, 24, 26-28, 31-39, 43, 45-46, Episode 46.5: First Dream of the New Year, 47-49 & Episode 50: Good Job) : là em gái của Yusuke Godai và làm giáo viên trường Mẫu giáo Wakaba tại địa phương. Cô 22 tuổi sinh ra ở Hokkaidō vào ngày 4 tháng 9 năm 1977 có nhóm máu O giống Yusuke. Yusuke thỉnh thoảng sẽ đến thăm cô ở đó để mua vui cho bọn trẻ. Giống như Sakurako, lúc đầu cô cảm thấy sợ hãi về việc anh trai mình biến thành Kuuga nhưng cô tin vào Yusuke và giúp đỡ theo cách cô có thể. Cô có mối quan hệ tốt với Sakurako và sống một mình trong một căn hộ ở Tokyo. Khi cô thức cả đêm, Sakurako đã nói: "Em không thể làm điều đó" còn Yusuke lại trêu chọc cô ấy: "Em vẫn buồn ngủ ngay cả khi em muốn thức".
- Shuichi Tsubaki (椿 秀一 Tsubaki Shūichi?, 5-6, 8, 13-14, 18-20, 23-24, 27-30, 34, 38-39, 42-43, 45-46, Episode 46.5: First Dream of the New Year, 47, 49 & Episode 50: Good Job) : là một người bạn đáng tin cậy của Ichijo, Shuichi là bác sĩ chăm sóc Yusuke và chữa trị cho anh khi anh bị thương, đồng thời nghiên cứu ảnh hưởng của sự dung hợp giữa Yusuke với Arcle. Ichijo đến gặp Tsubaki cùng với Yusuke Godai để nghiên cứu những thay đổi xảy ra trong cơ thể của Godai do trở thành Kuuga. Mặc dù anh là một người nhẹ dạ, anh rất nghiêm túc và lo lắng khi nói về những biến đổi trong tương lai của Yusuke vì những mối nguy hiểm thường trực xung quanh huyền thoại Kuuga. Anh cũng thực hiện khám nghiệm tử thi các nạn nhân của Grongi để xác định nguyên nhân cái chết và là một phần của nhóm nghiên cứu trong việc mổ xẻ xác chết Grongi để xác định cấu trúc sinh học và điểm yếu của chúng. Anh 26 tuổi và là một người đàn ông tốt bụng và thông minh, Tsubaki thường rất nhẹ dạ, nhưng rất nghiêm túc trong công việc, đặc biệt là bất cứ điều gì liên quan đến Yusuke và Grongi.
- Nana Asahina (朝比奈 奈々 Asahina Nana?, 9-14, 18-30, 32-46, Episode 46.5: First Dream of the New Year, 47-49 & Episode 50: Good Job) : là cháu gái Tamasaburo giúp đỡ ông mình tại Pore-Pore Tea Cafe trong khi thực hiện ước mơ trở thành một nữ diễn viên. Cô 17 tuổi đến từ tỉnh Kyoto. Tuy nhiên, kể từ cái chết của giáo viên dạy diễn xuất cho cô trong bàn tay của Grongi, Nana đã gặp rắc rối cho đến khi Yusuke cuối cùng đã giúp cô vượt qua nỗi buồn. Gần như ngay khi gặp Yusuke Godai, cô đã phải lòng anh.
- Hikari Enokida (榎田 ひかり Enokida Hikari?, 7-10, 15-16, 18-22, 24, 27-30, 32-33, 36-37, 40, 42-47 & 49) : là một người bạn cũ khác của Ichijo, cô 34 tuổi và là một nhà nghiên cứu của Viện nghiên cứu khoa học cảnh sát quốc gia. Cô nghiên cứu sinh học của Grongi để phát triển vũ khí hiệu quả chống lại chúng. Cô cũng hỗ trợ về Kuuga và Gouram. Vì khối lượng công việc khổng lồ cần có của cô để chiến đấu với Grongi, cô thường xuyên vắng nhà và con cô cảm thấy cô đơn và bị bỏ rơi.
- Jean Michel Sorrel (ジャン·ミッシェル·ソレル Jan Missheru Soreru?, 5-9, 11, 13-14, 16, 20-24, 27-30, 34-35, 37 & 42-49) : là một sinh viên đã tốt nghiệp đại học Jōnan đến từ Romania có chung văn phòng làm việc với Sakurako. Anh 27 tuổi và nghiên cứu các mảnh vỡ mà sau này hình thành nên Gouram. Anh thành thạo tiếng Nhật đến mức nói và viết tiếng Nhật mà không gặp bất kỳ sự bất tiện nào. Ngoài ra, anh là một tín đồ các món ăn ở Nhật, đặc biệt là món mận ngâm. Anh đã phải lòng Enokida và hy vọng sẽ giúp cô kết nối lại với con.
- Mika Natsume / Kamen Rider Kuuga (Prototype) (夏目 実加／仮面ライダークウガ(プロトタイプ) Natsume Mika / Kamen Raidā Kūga (Purototaipu)?, 2, 7-8, 11, 13-14, 29-30, 42-43, 49 & Kamen Rider Kuuga: Special Chapter) : là con gái của giáo sư Natsume, một trong những nạn nhân của Daguva. Cô đã vô cùng chán nản khi vụ giết cha mình bị bỏ qua vì các vụ tấn công của Grongi trong khi cảnh sát vẫn cứ lấy đi kết quả mà cha cô thu thập được tại nhà của họ. Nhưng sau khi Yusuke lý luận với cô, Mika quyết định hỗ trợ trong các vấn đề Grongi với tư cách là trợ lý của Jean. Tuy nhiên, cô không thể theo kịp vì cô mới chỉ 14 tuổi và quyết định chơi cây sáo mà cha cô đã tặng cô. Trong khi tham dự cuộc thi lần thứ 12 của Tập đoàn Arikawa, một tình huống bị bắt làm con tin bởi một nhân viên chính phủ bất mãn đã làm tổn thương Mika. Yusuke đã khuyên cô đừng chạy trốn khỏi nỗi sợ hãi và tiếp tục theo đuổi đam mê. Ba tháng sau, Mika theo học một trường đại học đặc biệt. Trong novel, 10 năm sau cuộc chiến của Kuuga với N-Daguva Zeba, Mika dựa vào những ghi chú của cha mình đã tìm ra nguyên mẫu Arcle và biến thành Kuuga nguyên mẫu nhưng không đầy đủ vì thiếu Amadam, khiến người dùng phát điên. Người dùng trước đã phát điên và thắt lưng được niêm phong bên trong Coffin of Darkness (Arcle của Kuuga được phong ấn trong Coffin of Light). Cô chỉ có hai hình dạng là Growing màu trắng và Ultimate màu đen. Ban đầu khi cô còn có thể kiểm soát được sức mạnh và tính khí của mình nên mắt của cô màu đỏ. Đôi mắt của cô dần đan xen giữa đỏ và đen, rồi đen hoàn toàn khi cô mất kiểm soát.
- Sadao Matsukura (松倉 貞雄 Matsukura Sadao?, 5-6, 9-10, 13, 15-16, 21, 23-25, 29, 32-33, 38, 40-41, 44 & 47-49) : là người đứng đầu Cục An ninh của Sở Cảnh sát Thủ đô Tokyo. Ông 57 tuổi và là người đứng đầu Trụ sở Điều tra Chung các trường hợp đặc biệt liên quan đến Dạng sống không xác định. Lúc đầu, ông thận trọng trong việc chiến đấu với "Unidentified Life Form #4" (未確認生命体第4号 Mikakuninseimeitai Daiyongō?) (Kuuga), nhưng ông đã chấp nhận Kuuga sau khi xác định rõ những hành động tiếp theo của Yusuke và thuyết phục anh. Ông cung cấp súng trường hiệu suất cao và một khẩu Colt Python 6 inch cho Ichijo và Sugita và trong tập 33, ông đã thuyết phục các giám đốc điều hành cấp cao, những người đã gây áp lực lên Trụ sở Điều tra Chung, hợp tác với Kuuga. Vào thời điểm giải thể Trụ sở Điều tra Liên hợp, ông đã giơ ngón tay cái khen ngợi Ichijo và những người khác với những lời lẽ chăm chỉ.
- Morimichi Sugita (杉田 守道 Sugita Morimichi?, 3-7, 9-13, 15-16, 18-28, 30, 32-42 & 44-49) : là một thám tử điều tra của Phòng Điều tra Đầu tiên của Sở Cảnh sát Thủ đô Tokyo. Anh 37 tuổi và là một thành viên của Cơ quan Điều tra Các trường hợp đặc biệt liên quan đến Dạng sống không xác định. Anh là mọtnguowif mạnh mẽ và có một cô con gái tên là Hazuki. Ban đầu, anh theo lệnh bắn Kuuga nhưng sau khi được cứu khi anh sắp bị giết bởi Zu-Mebio-Da (ズ･メビオ･ダ Zu Mebio Da?, 3-4) và sau đó anh thừa nhận rằng Kuuga là một người bạn. Sau đó, anh được chuyển đến Trụ sở Điều tra Liên hợp vì những vụ án liên quan đến "Unidentified Life". Ở giữa bộ phim anh được Ichijo cho biết Kuuga là Yusuke và anh đã liên lạc với anh ấy trong khoảng thời gian này. Trong tập 33, anh xin lỗi vì không hiểu được suy nghĩ của Yusuke nhưng Yusuke đã trả lời rằng: "Suy nghĩ của tôi là ở bên bạn". Ngoài ra, lần đầu tiên anh được chứng kiến sự biến đổi của Yusuke và bày tỏ sự ngưỡng mộ.
- Tsuyoshi Sakurai (桜井 剛 Sakurai Tsuyoshi?, 3-4, 9-10, 13-16, 18-28, 30-42 & 44-49) : là một thám tử điều tra của Phòng Điều tra Đầu tiên của Sở Cảnh sát Thủ đô Tokyo. Anh 26 tuổi và cũng là một thành viên của Cơ quan Điều tra Các trường hợp đặc biệt liên quan đến Dạng sống không xác định. Anh đã chỉ huy đội bắn tỉa SAT nhiều lần. Anh có một tính cách nghiêm túc và tỉ mỉ, và ghi vào sổ tay của mình màu sắc (dạng) Kuuga đang sử dụng để đánh bại một dạng sống không xác định bằng một nhãn dán màu. Lúc đầu, anh cũng giống như Sugita nghĩ Kuuga là kẻ thù và trong tập 4, anh đã bắn Kuuga và cãi nhau với Ichijo, nhưng Sugita đã ngăn anh lại. Sau đó, anh nhìn thấy cuộc chiến của Kuuga và thừa nhận rằng anh ấy là đồng minh. Một lần anh hỏi Ichijo về thân thế của Kuuga và sau khi biết về danh tính của Kuuga sau trận chiến với Go-Bada-Ba (ゴ･バダー･バ Go Badā Ba?, 21-33), anh đã tin tưởng Yusuke và hợp tác toàn diện hơn. Anh mê bánh mì đến nỗi có thể ăn một đĩa bánh mì lớn mỗi sáng.
- Nozomi Sasayama (笹山 望見 Sasayama Nozomi?, 7, 9-10, 13, 15-16, 19, 21-27, 29-30, 32-34 & 36-49) : là một nữ cảnh sát của Cơ quan Điều tra Các trường hợp đặc biệt liên quan đến Dạng sống không xác định. Cô 21 tuổi và phụ trách việc gửi thông tin từ trụ sở chính. Bố cô là cảnh sát nhưng đã chết vì bạo bệnh. Ngay lúc mới xuất hiện, cô không thể phủ nhận cảm giác được Ichijo quan tâm, thích Ichijo đến nỗi cô hiểu lầm Minori là người yêu của Ichijo mà chen vô giữa hai người. Tuy nhiên, khi bị Ichijo từ chối quà sinh nhật và biết về quá khứ của Ichijo, đồng thời biết được cuộc chiến khốc liệt với Grongi và thân phận của Kuuga, cô dần trở nên nghiêm túc hơn. Ngay từ khi được thông báo về danh tính của Kuuga, cô đã được giao trọng trách lựa chọn các điểm lái xe để ngăn chặn thiệt hại do sự bùng nổ của các dạng sống không xác định.
- Junichi Shiina (椎名 純一 Shīna Jun'ichi?, 21-23, 29-30, 32-33 & 43-45) : là một nghiên cứu viên tại Viện Nghiên cứu Khoa học Cảnh sát Quốc gia. Anh tham gia vào nghiên cứu về các dạng sống không xác định cùng với Hikari Enokida. Anh cũng tham gia vào việc phát triển đạn gây tê thần kinh bằng cách tiến hành nghiên cứu Gouram và phân tích mô cơ thể của Unidentified Life Form #31 (未確認生命体第３１号 Mikakunin Seimeitai Dai Sanjūichigō?) (Me-Garume-Re (メ･ガルメ･レ Me Garume Re?, 3-22)).
- Hitoshi Kashihara (柏原 仁 Kashiwabara Jin?, 16, 18, 23, 30, 32-33, 36-37, 44-45) : là một nghiên cứu viên tại Viện Nghiên cứu Khoa học Cảnh sát Quốc gia. Anh tham gia vào nghiên cứu về các dạng sống không xác định cùng với Hikari Enokida. Ngoài nghiên cứu về Gouram, ông đã phân tích các đồ trang trí được sử dụng bởi Unidentified Life Form #39 (未確認生命体第３９号 Mikakunin Seimeitai Dai Sanjūkyūgō?) (Go-Gamego-Re) và Unidentified Life Form #42 (未確認生命体第４２号 Mikakunin Seimeitai Dai Yonjūnigō?) (Go-Jaraji-Da (ゴ･ジャラジ･ダ Go Jaraji Da?, 25-35)) cũng như tham gia phát triển các viên đạn gây tê thần kinh.
- Gohei Ebisawa (海老沢 吾平 Ebisawa Aira?, 2-4, 21 & Kamen Rider Kuuga: Special Chapter) : là cảnh sát trưởng tỉnh Nagano từng là sĩ quan chỉ huy của Kaoru Ichijo. Ông là sĩ quan chính đứng đầu cuộc điều tra xung quanh cái chết của 5 nạn nhân vào thời điểm đó mà không biết là do Dạng sống không xác định số 3 (Zu-Gooma-Gu) gây ra. Sau đó, ông là người nhấc máy khi Ichijo gọi để hỏi về việc Kameyama Tsurumaru có thông tin liên quan đến Zu-Gooma-Gu. Ông thích trêu chọc Ichijo về việc có bạn gái hoặc kết hôn. Đó là một chủ đề phổ biến giữa các đồng nghiệp của Ichijo khi biết anh ấy từ nhà ga ở tỉnh Nagano.
- Kameyama Tsurumaru (亀山 鶴丸 Tsurumaru Kameyama?, 1-4, 11, 14, 21, 34-35 & Kamen Rider Kuuga: Special Chapter) : là một viên cảnh sát tỉnh Nagano. Anh ngưỡng mộ và luôn khao khát được như Kaoru Ichijo, cấp trên của mình. Anh cảm thấy lo lắng về việc chuyển đến Trụ sở Điều tra Liên hợp, Trụ sở Điều tra Đặc biệt của Sở Cảnh sát Thủ đô Tokyo đối với các trường hợp liên quan đến "Unidentified Life". Sau đó, anh phụ trách vận chuyển các vật phẩm (mảnh vỡ của Gouram) được khai quật tại di chỉ Kurogatake Kita, và tuần tra gần Komagane, tỉnh Nagano với sự xuất hiện của Unidentified Lifeform #3 (未確認生命体第３号 Mikakunin Seimeitai Dai Sangō?) (Zu-Gooma-Gu (ズ･ゴオマ･グ Zu Gōma Gu?)). Khi một số lượng lớn các dạng sống không xác định được chôn cất tại Konabe ở thành phố Nagano, anh đã đến hiện trường cùng Sakurako Sawatari và Kanako Suyama, những người đã đồng ý hợp tác điều tra.
- Shoji Kanzaki (神崎 昭二 Kanzaki Shōji?, 11-12, 25-26, 39, 47 & 49) : là giáo viên tiểu học của Yusuke tại trường Tiểu học Tachibana ở thị trấn Yamakita, tỉnh Kanagawa đã đóng cửa vào năm 2000. Ông 52 tuổi và hai người họ đến thăm nhau vào những dịp nhất định. Hiện ông đang làm việc tại trường Tiểu học Kazahaya ở thành phố Utsunomiya, tỉnh Tochigi. Ông là người có ảnh hưởng lớn đến cách nhìn của Yusuke về cuộc sống, ông là nguồn cảm hứng và đã dạy Yusuke rằng: "Thật tuyệt vời biết bao khi làm việc chăm chỉ, giơ ngón tay cái và nhìn thấy được nụ cười của ai đó". Tuy nhiên, Ông cảm thấy bối rối trước tình hình giáo dục của năm 2000 và ngay từ đầu, ông đã được bố mẹ của học sinh nói rằng họ muốn cải thiện điểm của con mình trong khi các em học sinh nói rằng chúng không có kỳ vọng vào tương lai. Ông không biết nên cho chúng cái gì và trở thành giáo viên để làm gì. Ong đã nghĩ đến việc về hưu nhưng nhớ lại lời hứa với Yusuke trong cuốn sổ tin nhắn hồi anh tốt nghiệp mà ông tình cờ tìm thấy khi dọn dẹp nhà cửa, đoàn tụ với Yusuke tại trường Tiểu học Tachibana và tán thành với những gì mình đã dạy Yusuke cũng như lấy lại được sự tự tin.
- Junichi Chono (蝶野 潤一 Chōno Jun'ichi?, 13-14 & 29-30) : là một chàng trai trẻ 22 tuổi làm việc bán thời gian tại nhiều nơi khác nhau. Anh hay gặp rắc rối và trở nên tuyệt vọng vì cuộc sống và bệnh tật của mình. Vì vậy anh đã xem Grongi như một sự cứu rỗi, thậm chí còn bắt chước và xăm hình chúng cho đến khi suýt bị giết bởi Me-Biran-Gi (メ･ビラン･ギ Me Biran Gi?, 7-14) và được Kuuga cứu cũng như biết được danh tính thực sự của Kuuga. Sau đó anh đã cố gắng tìm cách kiếm sống khi cố gắng vẽ một bức tranh và gửi nó cho công ty quảng cáo để đăng ký quảng cáo minh họa nhưng do đúng lúc Go-Gamego-Re (ゴ･ガメゴ･レ Go Gamego Re?, 25-30) đang làm loạn và gây tắc nghẽn giao thông khiến anh phải đi đường vòng đến công ty, do vội vàng nên anh đã va phải một con rùa bên đường và ngất xỉu. Anh được đưa đến bệnh viện và thời hạn nộp tranh đã hết. Kết quả là anh lại trở nên tuyệt vọng và tỏ ra ghen tị với Yusuke, người đang hoạt động như Kuuga, không hài lòng với cuộc sống không suôn sẻ của mình. Chono được nhắc đến trong tập cuối khi anh gửi một tấm thiệp cho Shuichi và dao cạo râu của mình cho Ichijo.
- Keiko Motoshiro (元城 恵子 Motoshiro Keiko?, 9, 18-20, 27, 34-35, 45-47 & 49) : là giáo viên mẫu giáo 24 tuổi tại trường Mẫu giáo Wakaba và là đồng nghiệp của Minori Godai. Với việc thường xuyên xảy ra các sự cố bởi các dạng sống không xác định, cô lo lắng nhưng hi vọng con mình sẽ được hạnh phúc. Minori khuyến khích cô nói với con mình rằng cuộc sống thật đau khổ nhưng cũng thật tuyệt vời và sau đó, cô đặt tên cho con trai mình, đứa trẻ được sinh ra một cách an toàn là "Yutaro".
- Kanako Suyama (須山 可奈子 Suyama Kanako?, 1, 34-35, 38-39 & Kamen Rider Kuuga: Special Chapter) : là nhà khảo cổ học của trường Đại học Shinshu. Cô là bạn của Sakurako Sawatari và cũng từng xuất hiện trong Phòng thí nghiệm Khảo cổ học của Đại học Jōnan. Sau đó, một số lượng lớn các dạng sống không xác định được chôn cất tại Konabe thuộc thành phố Nagano và cô cùng với đồng nghiệp trong phòng thí nghiệm đã hợp tác điều tra theo yêu cầu của cảnh sát. Cô cũng đang điều tra về "chiến binh cổ đại" được đặt trong quan tài của di tích Kurogatake và nói với Sakurako Sawatari rằng anh ta vẫn còn sống đến ngày nay mặc dù anh ta trông giống như một xác ướp.
- Sae Enokida (榎田 冴 Enokida Sae?, 9, 22, 44-46 & 49) : là con trai của Hikari Enokida. Mẹ cậu bận rộn đối phó với những dạng sống không xác định và cậu cảm thấy cô đơn trong những ngày không thể dành thời gian cho bà. Do nhiều lần mẹ mình thất hứa, cậu đã chán nản đến mức không thể cười ở trường nhưng sau đó, cậu chấp nhận tha thứ cho Hikari, người đang nghiêm túc cố gắng chăm sóc cậu như một người mẹ và tinh thần cậu ổn định hơn.
- Atsuko Enokida (榎田 篤子 Enokida Atsuko?, 9, 21-22, 40 & 44-46) : là mẹ của Hikari Enokida, bà của Sae Enokida. Bà 65 tuổi chăm sóc cháu trai của mình thay cho cô con gái bận rộn của mình. Bà khuyên con gái mình nên hoàn thành tốt vai trò của một người mẹ nhưng bà cũng hiểu công việc của Hikari. Sau đó, Hikari tỏ thái độ đối đầu với Sae và bà đã nồng nhiệt theo dõi hai người hòa giải.
- Hiroyuki Yashiro (社 広之 Yashiro Hiroyuki?, 9-10, 19-20, 34-35, 43 & 47-49) : là một học sinh mẫu giáo tại trường Mẫu giáo Wakaba. Cậu là bạn của Shuto Terashima và mặc dù đôi khi đánh nhau nhưng họ là bạn tốt của nhau. Khi Unidentified Life Form #26A (未確認生命体第２６号Ａ Mikakunin Seimeitai Dai Nijūrokugō Ē?) (Me-Ginoga-De (メ･ギノガ･デ Me Ginoga De?, 18-20)) xuất hiện, mẹ cậu làm việc cho một công ty ở vùng lân cận không thể đến đón cậu và cậu rất lo lắng. Sau đó, số 26 đã bị phá hủy bởi Mẫu sống không xác định số 4 (Kuuga) và cậu đã có thể đoàn tụ với mẹ mình một cách an toàn.
- Shuto Terashima (寺島 周斗 Terashima Shūto?, 9-10, 34-35, 43 & 48-49) : là một học sinh mẫu giáo tại trường Mẫu giáo Wakaba nơi Minori Godai dạy học. Cậu là bạn của Hiroyuki Yashiro và mặc dù đôi khi đánh nhau nhưng họ là bạn tốt của nhau. Yusuke Godai nói với cậu rằng nếu bạn có điều gì đó mà bạn không thích, trước tiên bạn nên nói nó bằng lời.

## Grongi Tribe
Grongi Tribe (グロンギ族 Gurongi Zoku) là một nền văn minh cổ đại bí ẩn được tạo thành từ những sinh vật có thể biến thành quái vật để có thể giết người phục vụ cho trò chơi tàn nhẫn của họ (ゲーム gēmu) được dịch sang Ngôn ngữ Grongi là "Gegeru" (ゲゲル, "Game"). Hai trăm thành viên của Grongi đã tấn công nền văn minh đối thủ của họ là Linto (リント Rinto), tổ tiên của loài người, trước khi họ bị đánh bại và phong ấn bởi Kuuga gốc, Riku. Tuy nhiên, phong ấn đã được giải trừ vào năm 2000 dẫn đến việc Grongi nối lại Gegeru của họ với loài người là hậu duệ của Linto để mang đến "Ultimate Darkness" (究極の闇 Kyūkyoku no Yami), thứ khiến loài người trở nên hung bạo như Grongi. Chúng được Cảnh sát gọi là Unidentified Life Forms hay còn được gọi là "Unidentified Creatures" (未確認生命体 Mikakunin Seimeitai). Mỗi thành viên trong số chúng sở hữu một cổ vật kỳ lạ gọi là Geburon giống như thắt lưng (khóa thắt lưng được gọi là Gedoruto không khác gì Amadam của Kuuga) là một phần cơ thể của tất cả chúng. Gurongi nhìn thấy ở dạng người được dán nhãn là "B" (Ｂ群 Bīgun), và mỗi Grongi ở hình dạng con người đều sở hữu một hình xăm giống với hình dạng động vật thực sự của họ. Unidentified Life Form #B1 chỉ xuất hiện dưới dạng con người một cách thoáng qua về bàn tay của cô ấy trong khoảng ngoài màn hình của serie gốc. Chỉ 25 trong số 200 Grongi xuất hiện trong cốt truyện của bộ phim, 23 thành viên xuất hiện trong những cuộc chiến đấu ngoài màn hình giữa các tập phim và 152 thành viên còn lại đã bị Daguva giết chết sau khi anh ta hồi sinh vì "không xứng đáng".
Trong phim, các Grongi nói thứ tiếng và ngôn ngữ của riêng chúng như là ngôn ngữ bản địa (ban đầu được các nhà sản xuất tạo ra như một mật mã của tiếng Nhật), không được đặt tên trong mục đích phát sóng ban đầu để ngăn khán giả tìm hiểu những bí ẩn và cốt truyện của loạt phim (như đã được họ giới thiệu trong các tập đầu).
Trong câu chuyện của SIC Hero Saga cho Kuuga, người ta đã tiết lộ Gurongi đã từng là con người, giống như Linto. Họ đã tìm thấy một thiên thạch với các vật thể giống như tinh thể mạnh mẽ nhưng kỳ lạ, cho phép họ dễ dàng đánh bại các bộ lạc và quốc gia lân cận khác bằng cách đồng hóa tinh thể trên vào cơ thể và gen của các loài động vật, thực vật, côn trùng hoặc nấm khác nhau biến chúng thành quái vật như họ ở hiện tại.
Đầu tiên, người chơi là nhóm Zu và Me. Cuối cùng là nhóm Go trong Gerizagibasu Gegeru (ゲリザギバスゲゲル, "Semifinal Game"). Người chiến thắng nhận được quyền thách đấu với thủ lĩnh của chúng, N-Daguva-Zeba, trong một trận đấu tay đôi được gọi là Zagibasu Gegeru (ザギバスゲゲル, "Final Game").
Mẫu đặt tên của Grongi là "Group-Species-Creature type":
- Phần đầu biểu thị thứ hạng của chúng: Có 6 nhóm xuất hiện trên màn hình, cụ thể là N, Ra, Zu, Me, Go và Nu. Mỗi nhóm có một quy tắc và phương pháp khác nhau để giết người.
  - Nhóm "N" (ン集団 N Shūdan?) là người mạnh nhất Grongi và đóng vai trò là thủ lĩnh của Grongi Tribe
  - Nhóm "Ra" (ラ集団 Ra Shūdan?) đóng vai trò là thẩm phán của Gegeru và là cánh tay phải của Daguva
  - Nhóm "Nu" (ヌ集団 Nu Shūdan?) chế tạo thắt lưng và vũ khí được sử dụng bởi các nhóm khác
  - Nhóm "Zu" (ズ集団 Zu Shūdan?) là những thành viên đầu tiên tham gia chơi Gegeru với Zu-Gumun-Ba là người chơi đầu tiên. Là tầng lớp Grongi hạ lưu và dưới quyền lãnh đạo của Zu-Zain-Da. Hầu hết người thân của chúng bị Daguva tàn sát nếu không giành được quyền tham gia. Những người đủ điều kiện được đưa vào Gegeru bằng cách viết tên của mình lên bảng đen di động Dodozo (ドドゾ, "Board") và sử dụng chuỗi hạt của vòng đeo tay Guzepa (グゼパ) để đánh dấu số người chúng đã giết. Zu dựa vào sức mạnh và khả năng thể chất của họ, như Zu-Zain-Da sử dụng sức mạnh vũ phu của mình để giết tài xế xe tải và tốc độ lớn của Zu-Mebio-Da.
  - Nhóm "Me" (メ集団 Me Shūdan?) là những thành viên tiếp theo tham gia chơi Gegeru với Me-Badjisu-Ba là người chơi đầu tiên. Là tầng lớp Grongi trung lưu và dưới quyền lãnh đạo của Me-Garima-Ba. Các thành viên của nó được đưa vào Gegeru bằng cách sử dụng bàn tính Bagundada để dự đoán số người mà chúng sẽ giết và khoảng thời gian để hoàn thành điều đó. Me sử dụng các vũ khí tích hợp như bom mực của Me-Giiga-Gi và súng bắn tỉa gắn trên cổ tay của Me-Badjisu-Ba.
  - Nhóm "Go" (ゴ集団 Go Shūdan?) là những thành viên cuối cùng tham gia chơi Gegeru với Go-Buuro-Gu là người chơi đầu tiên. Là tầng lớp Grongi thượng lưu và dưới quyền lãnh đạo của Go-Gadoru-Ba, cũng là thủ lĩnh của nhóm phụ Gebageru ưu tú gồm ba thành viên nhóm Go mạnh nhất, những người cũng có khả năng thay đổi hình thức để phù hợp với Kuuga. Chúng có thể biến đồ trang trí của họ thành vũ khí như Kuuga làm được ở dạng Pegasus, Dragon và Titan. Không giống như các tầng nhỏ hơn, Go có Ra-Dorudo-Gu kiểm soát. Go quyết định một mô hình độc đáo để chọn nạn nhân, trong khi Dorudo tính toán nạn nhân cho chúng.

Chương trình sân khấu đã giới thiệu nhóm "Be" (ベ集団 Be Shūdan) là nhóm có thứ hạng thấp nhất và không được phép tham gia Gegeru mà đều bị Daguva sát hại. Các nhóm này không phải là vĩnh viễn, vì Me-Garume-Re đã được thăng cấp từ Nhóm Zu trong chuỗi.
- Phần thứ hai là tên cá nhân trong đó có tham chiếu đến hình dạng động/thực vật của chúng: Khi nói chuyện với nhau, chúng thường sẽ gọi nhau bằng tên riêng này mà không cần chỉ định nhóm.
- Phần thứ ba cho biết họ thuộc nhóm động vật nào:
  - "Ba" (バ) cho côn trùng và loài nhện
  - "Da" (ダ) cho động vật có vú
  - "De" (デ) cho thực vật
  - "Gi" (ギ) cho cá và các động vật thủy sinh khác
  - "Gu" (グ) cho chim và các động vật có cánh khác
  - "Re" (レ) cho các loài bò sát và lưỡng cư

Thủ lĩnh của Grongi sẽ có thêm chữ "Ze" (ゼ) trước tên nhóm động vật.

### N-Daguva-Zeba
N-Daguva-Zeba (ン･ダグバ･ゼバ N Daguba Zeba) là chúa tể của Grongi Tribe với hình dạng của một con stag beetle. Anh ta được đặt tên mã là Unidentified Life Form #0 (未確認生命体第０号 Mikakunin Seimeitai Dai Zerogō) cho hình dạng quái vật và "Unidentified Life Form B13" (未確認生命体Ｂ群１３号 Mikakunin Seimeitai Bīgun Jūsangō) cho hình dạng con người. Daguva thích chiến đấu và ghét kẻ yếu, giết chết 152 thành viên của mình (bao gồm cả nhóm Be và Nu của Grongi, và có thể đã xóa sổ toàn bộ các nhóm không tên khác) vì sức mạnh yếu. Anh ta cũng không thích bất kỳ Grongi nào khác sử dụng sức mạnh của mình cho riêng mình, giết cả Nu-Zajio-Re và Zu-Gooma-Gu (những thành viên cuối cùng ứng với nhóm của họ, một cách tình cờ) vì sử dụng những mảnh áo giáp bị vứt bỏ của anh ta cho lợi ích riêng của họ. Anh thấy Kuuga là thử thách giải trí duy nhất và rất thích thú trong cuộc chiến của họ. Mục tiêu của anh ta là hoặc đảm bảo kế hoạch làm cho loài người trở nên hung bạo như Grongi được thực hiện thông qua chính anh ta hoặc thông qua Kuuga và sẵn sàng chết để thấy điều đó xảy ra. Daguva đã chiến đấu với Kuuga ban đầu, Riku, trong hình dạng Imperfect Form của mình và cuối cùng bị phong ấn trong cỗ sarcophagus của Kuuga cùng với Riku. Anh ta được đánh thức lại trong thời hiện đại bởi các nhà khảo cổ học mà anh ta giết và hồi sinh các Grongi khác để tái tạo Gegeru. Anh ta tiết lộ mình với cảnh sát, giết Gooma và rơi ra khỏi radar sau sáu ngày bị nhìn thấy. Đến lúc này anh ta giả dạng người. Khi Gadoru bị giết, Daguva bắt đầu "end game" bằng cách gây ra một trận mưa lớn bất tận trước khi đánh bại Kuuga trong hình dạng Amazing Mighty Form trong khi để lại thiệt hại lớn. Như anh đã tiết lộ với Baruba, anh đang cho Kuuga thời gian để mạnh mẽ hơn như một sự ưu ái và dành thời gian để di chuyển khắp đất nước trong hòa bình.

### Grongi Tribe general
- Ra-Baruba-De (ラ·バルバ·デ Ra Baruba De?, 3-46, Episode 46.5: First Dream of the New Year & 47-48) : là thành viên đầu tiên của nhóm "Ra" xuất hiện và được nhìn thấy dưới vẻ ngoài là một người phụ nữ có hình xăm hoa hồng (バラのタトゥの女 Bara no Tatu no Onna?) đeo Gegeru Ring (ゲゲルリング Gegeru Ringu?). Cô được gắn mác "Unidentified Life Form B1" (未確認生命体B群1号 Mikakunin Seimeitai Bīgun Ichigō?) và là thẩm phán cho cả hai nhóm Zu và Me, ủy quyền cho bất kỳ thành viên nào của Gurongi tham gia Gegeru. Trước khi cô đến thăm Nagano, cô đã đưa Go vào trò chơi và giao quyền thẩm phán cho Ra-Dorudo-Gu. Sức mạnh duy nhất được biết của cô là phát ra những cánh hoa hồng có thể gây ra thôi miên và chóng mặt. Không có nhiều thông tin về cô trong thời đại của Riku. Cô là một trong số ít người được nhìn thấy nói chuyện với Daguva trên màn hình mà không bị anh ta giết, ngụ ý cô là trung úy của anh ta. Những mệnh lệnh mà cô đưa ra thường đến từ anh, bất chấp sự vắng mặt của anh, khiến cô trở thành nhân vật phản diện chính thực tế khi Daguva đang bận rộn săn lùng phần sức mạnh còn lại của anh trong phần đầu của phim. Hóa thân trong truyện tranh của cô có thể điều khiển con người sử dụng các bào tử thực vật gắn trong não và cô đóng vai trò trung tâm hơn là nhân vật phản diện chính trong truyện tranh, vì Daguva dường như vắng mặt. Mặc dù chỉ thoáng nhìn thấy được hình dạng thật của cô ấy, cô ấy không bao giờ giả định nó trước bất kỳ con người nào và được Ichijo tin là #0. Sau nhiều cuộc gặp gỡ với Kaoru Ichijo, trong đó có một lần anh làm cô bị thương, Baruda nhận ra rằng con người đã thay đổi bao xa và gợi ý mối quan hệ của Kuuga/Daguva trước khi nhập viện điều tra và bắt đầu cảnh báo các Grongi khác không được đánh giá thấp con người. Khi Daguva bắt đầu cơn thịnh nộ của mình, cô bị Ichijo bắt gặp và tiết lộ rằng con người sẽ sớm trở nên "giống như Grongi" trước khi chạy đi, với Ichijo bị buộc phải bắn cô bằng tám viên đạn thần kinh. Thi thể cô rơi xuống biển và không bao giờ được tìm thấy.
- Ra-Dorudo-Gu (ラ･ドルド･グ Ra Dorudo Gu?, 23-29, 31-33, 35-39 & 41-46) : là một Gurongi giống như condor được trang bị một đôi tonfa, Dorudo giả dạng người đàn ông mặc đồ đen với áo choàng trắng trên người và được cảnh sát dán nhãn là Unidentified Life Form #47 (未確認生命体第４７号 Mikakunin Seimeitai Dai Yonjūnanagō?) cho hình dạng quái vật và B9 (Ｂ群９号 Bīgun Kyūgō?) cho hình dạng con người. Anh ta mang theo một bàn tính gọi là Bagundada (バグンダダ, "Counter") để đếm số lần giết của Go Group Grongi cho đến khi Ichijo phá hủy nó bằng một viên Marking Bullet, buộc anh ta phải tiết lộ hình dạng thật của mình cho một cuộc tấn công chớp nhoáng để giết thanh tra. Tuy nhiên, kết quả là Dorudo đã mất mục đích là thẩm phán của trò chơi và buộc phải chiến đấu cho sự sống của mình chống lại Gadoru khi Ichijo đến hiện trường. Cuối cùng Dorudo cố gắng rút lui khỏi cuộc chiến và bị Sugita và Sakurai truy đuổi, những kẻ đã bắn chết anh ta bằng những viên đạn thần kinh đã hoàn thành.
- Zu-Zain-Da (ズ･ザイン･ダ Zu Zain Da?, 3-4, 6-7, 9-12, 17 & Episode 46.5: First Dream of the New Year) : là thủ lĩnh của nhóm "Zu" giống rhinoceros được cảnh sát gọi là Unidentified Life Form #22 (未確認生命体二十二号 Mikakunin Seimeitai Nijūnigō?) và B3 (Ｂ群３号 Bīgun Sangō?) giả định hình dạng của một người mạnh mẽ với khí chất và tính khí nóng nảy để phù hợp với những cuộc cãi lộn của mình. Ngay sau khi đến lượt Me Group bắt đầu, Zu không còn xứng đáng để chơi nữa và khi nơi ẩn náu đầu tiên của họ bị phá hủy bởi bom khói của cảnh sát, Zain bắt đầu tự hành động bằng cách tấn công xe tải và đâm chết các tài xế bằng sừng. Anh ta áp đảo Kuuga ở cả dạng người và Grongi cho đến khi Me-Biran-Gi can thiệp bởi vì Zain đánh cắp lượt của anh ta. Trong khi Zain tiếp tục các cuộc tấn công của mình vào các phương tiện cơ giới lớn, Yuusuke cố gắng hoàn thiện Mighty Kick của mình để cuối cùng giết chết tên Grongi hung hăng, phá vỡ sừng của anh ta trong trận chiến.
- Me-Garima-Ba (メ･ガリマ･バ Me Garima Ba?, 7-11, 13-14, 18-24 & Episode 46.5: First Dream of the New Year) : là thủ lĩnh của nhóm "Me" giống mantis và là thành viên nữ duy nhất, còn được cảnh sát gọi là Unidentified Life Form #36 (未確認生命体第３６号 Mikakunin Seimeitai Dai Sanjūrokugō?) và B6 (Ｂ群６号 Bīgun Rokugō?) giả định hình dạng một người phụ nữ có một hình xăm trên móng tay của ngón trỏ và ngón cái của tay phải, và một vệt màu xanh lá cây trên tóc. Cô có móng vuốt ẩn trong mỗi bàn tay và trong khi Garume bắt đầu Gegeru của mình, cô được trang bị thêm một thanh katana xoắn với đầu kiếm giống như scythe có thể dùng để chém với tốc độ siêu phàm lúc Go đến và cô đang ở trên một chuyến tàu ở ga Yuchashou, giết chết những người trong cabin thứ 4 khi những người khác rời đi. Quyết định tiếp tục chơi như một trong những Go, cô theo dõi 288 người còn lại rời tàu trước đó và hạ gục họ bằng vũ khí của mình, nạn nhân của cô không biết về cái chết của họ cho đến khi họ quay lại đối mặt với cô. Khi Kuuga cố gắng chiến đấu với cô trong Titan Form trên bầu trời, Garima cố gắng chịu đựng Try Gouram Attack và trốn thoát trong sự bối rối, bị thương, nhưng có thể tiếp tục trò chơi bằng thanh kiếm giống như lưỡi hái của mình. Khi Yusuke đến trợ giúp Sakurako, Garima chuẩn bị giết cô ấy, anh đã giả định Rising Titan Form và đâm Garima bằng Rising Calamity Titan.
- Go-Gadoru-Ba (ゴ･ガドル･バ Go Gadoru Ba?, 25, 27, 29, 31-35, 37-45 & Episode 46.5: First Dream of the New Year) : là thủ lĩnh của nhóm "Go" giống rhinoceros beetle và là một trong 3 người mạnh nhất nhóm, được cảnh sát biết đến với cái tên Unidentified Life Form #46 (未確認生命体第４６号 Mikakunin Seimeitai Dai Yonjūrokugō?) và B11 (Ｂ群１１号 Bīgun Jūichigō?) giả định hình dạng của một người đàn ông mặc trang phục chiến binh được trang bị nhiều vũ khí tương tự như Kuuga. Với tư cách là thủ lĩnh của Go, anh ta can thiệp vào cuộc chiến giữa Zazaru và Gooma và sau đó đến trợ giúp Baruba chống lại một Gooma điên cuồng quyền lực khi Kuuga đến để chứng kiến anh ta đưa bat Grongi trở lại vị trí của mình. Với việc Daguva sẽ đến Tokyo sớm, anh và hai thành viên mạnh còn lại khác của Go Gurongi trải qua quá trình tương tự như Gooma để chuẩn bị sẵn sàng cho bản thân. Sau khi hai đồng minh của mình bị giết, Gadoru là thành viên cuối cùng của Grongi chơi. Sau khi trải qua đào tạo để sẵn sàng, Gadoru đến sở cảnh sát để tìm đối thủ xứng đáng để chiến đấu như một phần của Gerizagibasu Gegeru. Khi đối mặt với Kuuga trong hình dạng mặc định của mình Grapple Form (格闘体 Kakutōtai?), Gadoru tiết lộ khả năng mới của mình là sử dụng các sức mạnh khác nhau của Kuuga, giả định Quick Form (俊敏体 Shunbintai?), Shooting Form (射撃体 Shagekitai?) và Herculean Form (剛力体 Gōrikitai?), trước khi đánh bại Kuuga với toàn bộ sức mạnh ở dạng Shocker Form (電撃体 Dengekitai?). Nhưng do Ichijo, trò chơi của Gadoru phải được thiết lập lại khi Grongi cố gắng giết Dorudo vì đã thất bại. Sau khi Dorudo rút lui, Gadoru tức giận cố gắng giết Ichijo khi bị thương bởi viên đạn Nerve-Breaking của viên cảnh sát khi Yusuke đến để chiến đấu với Grongi trong vai Kuuga. Sau khi chiến đấu với nhau rất lâu trong rừng, Kuuga tiến hoá lên dạng Amazing Mighty Form và tiêu diệt Gadoru Shocker Form.

### Another
- Gurongi (グロンギ Gurongi?) : là những con quái vật Grongi Tribe gây hại cho con người trong Kamen Rider Kuuga và là những kẻ thù mà Kamen Rider Kuuga thường xuyên tiêu diệt.
- Gebageru (ゲバゲル Gebageru?) : là nhóm gồm 3 Gurongi mạnh nhất trong nhóm Go chỉ sau nhóm Ra và Daguva với người mạnh nhất là Go-Gadoru-Ba và cũng là thủ lĩnh của nhóm. Chúng có khả năng sửa đổi cơ thể của mình và do đó có thể thay đổi hình dạng như Kuuga và Daguva.
  - Go-Jaaza-Gi (ゴ･ジャーザ･ギ Go Jāza Gi?, 37-41 & Episode 46.5: First Dream of the New Year) : là một trong 3 người mạnh nhất nhóm "Go" giống shark được cảnh sát biết đến với cái tên Unidentified Life Form #44 (未確認生命体第４４号 Mikakunin Seimeitai Dai Yonjūyongō?) và B10 (Ｂ群１０号 Bīgun Jūgō?) giả định hình dạng một người phụ nữ đeo kính trong bộ đồ màu xanh lá cây đậm. Cô ghét chiến đấu nhưng cô biết mình phải tiếp tục vì sự sống còn và cô thích giết những người quá yếu để chống lại. Cô được trang bị một cây lao. Khi lượt của cô bắt đầu sau khi sửa đổi bản thân từ Quick Form (俊敏体 Shunbintai?) mặc định của mình, cô đã nỗ lực hết sức để giết 567 người trong vòng năm giờ trong khi để lại các blog internet công bố hành động của mình vài phút trước đó. Sau khi giết 243 hành khách chủ yếu là người cao tuổi của Rainbow Airlines trong một lần đóng giả hành khách, cô giết phi công sau khi anh ta chuyển một tin nhắn cho cảnh sát về ý định của cô. Nhảy ra khỏi chiếc máy bay bị rơi và bơi về Tokyo, cô cố gắng làm Kuuga bị thương nặng trong khi cảnh giác của anh đã mất. Sau cuộc gặp với Baruba, cô ra tay giết 327 người còn lại tại Sunflower Cruise, hầu hết trong số đó là trẻ em. May mắn thay, Kuuga đã đến đó trước cùng Gouram để ngăn chặn Jaaza ở Dragon Form. Tuy nhiên, cô tiến hóa thành dạng Herculean Form (剛力体 Gōrikitai?) của mình được trang bị một thanh kiếm lớn, Kuuga lần đầu chuyển sang dạng Rising Titan, đưa họ chiến đấu dưới đáy đại dương khi anh tiêu diệt cô.
  - Go-Baberu-Da (ゴ･バベル･ダ Go Baberu Da?, 37-42 & Episode 46.5: First Dream of the New Year) : là một trong 3 người mạnh nhất nhóm "Go" giống buffalo được cảnh sát biết đến với cái tên Unidentified Lifeform #45 (未確認生命体第４５号 Mikakunin Seimeitai Dai Yonjūgogō?) và B12 (Ｂ群１２号 Bīgun Jūnigō?) giả định hình dạng một người đàn ông với một chiếc băng đô và mái tóc dài. Khi đến lượt của mình, Baberu ở dạng mặc định của mình Grapple Form (格闘体 Kakutōtai?) với sức mạnh tự nhiên và các đốt ngón tay bằng đồng nhắm mục tiêu vào các trung tâm ngầm và chặn tất cả các lối thoát để đảm bảo cảnh sát không can thiệp vào trò chơi của anh để giết 682 người trong vòng bốn lượt chơi. Vào ngày thứ ba, Baberu chiến đấu với Kuuga và dễ dàng áp đảo anh ở dạng tiến hoá Herculean Form (剛力体 Gōrikitai?) với khả năng phòng thủ cao để đổi lấy tốc độ và được trang bị một chiếc búa chiến, cho đến khi Ichijo sử dụng Tranquilizer (筋肉弛緩弾 Kin'niku Shikan-dan?) để làm suy yếu Grongi khi Kuuga đưa anh đến địa điểm để kết liễu anh cùng với sự hỗ trợ của Rising Beat Gouram.
- Nu-Zajio-Re (ヌ･ザジオ･レ Nu Zajio Re?, 12, 21-22, 31, 37 & 39-41) : là một Gurongi giống salamander và là thành viên sống sót cuối cùng của nhóm "Nu" được dán nhãn "Unidentified Life Form B14" (未確認生命体Ｂ群１４号 Mikakunin Seimeitai Bīgun Jūyongō?). Đóng giả làm một người đàn ông trung niên mặc bộ quần áo màu đen và đeo kính râm như một ông thầy bói, Zajio cố gắng lẩn trốn với sự tồn tại mà cảnh sát không biết đến trong khi tạo ra các vật phẩm mà Grongi sử dụng. Với sự trợ giúp của Gooma, Zajio có được những mảnh cơ thể của Daguva bị loại bỏ và tinh chỉnh chúng để tạo ra một phương tiện giúp một Grongi có khả năng tương tự như Daguva và Kuuga, vì vậy những người tham gia Gegeru có thể tự bảo vệ mình trước Daguva. Cuối cùng, Zajio cuối cùng bị Daguva giết chết khi anh ta hoàn thành công việc cuối cùng. Giống như Baruba, hình dạng thật của Zajio không bao giờ được tiết lộ.
- Be-Jimin-Ba (ベ･ジミン･バ Be Jimin Ba?) : là một Gurongi giống water flea và là một thành viên của nhóm thấp nhất trong hệ thống phân cấp Grongi, nhóm Be, những thành viên khác đều bị Daguva sát hại mà không được phép tham gia Gegeru. Anh chỉ xuất hiện trong Kuuga stage show.
- Go-Jiino-Da (ゴ･ジイノ･ダ Go Jīno Da?, Kamen Rider Kuuga vs. the Strong Monster Go-Jiino-Da) : là một Gurongi thuộc nhóm "Go" giống wild boar cầm một ngọn giáo chẻ đôi được cảnh sát biết đến với cái tên Unidentified Life Form #40 (未確認生命体第４０号 Mikakunin Seimeitai Dai Yonjūgō?). Bị đánh bại bởi cú Mighty Kick của Kuuga Mighty Form. Là thành viên duy nhất của Gurongi nhóm "Go" đã bị tiêu diệt bởi một trong những dạng cơ sở của Kuuga thay vì dạng Rising form.

## Tập phim
Tiêu đề của mỗi tập phim đã được viết với chỉ hai chữ Hán.
| Episode | Tên tập phim | Tên tập phim | Tên tập phim | Tên tập phim | Đạo diễn          | Biên kịch                        | Ngày phát sóng gốc   |
| Episode | Tiếng Nhật   | Phiên âm     | Hán-Việt     | Tiếng Việt   | Đạo diễn          | Biên kịch                        | Ngày phát sóng gốc   |
| ------- | ------------ | ------------ | ------------ | ------------ | ----------------- | -------------------------------- | -------------------- |
| 1       | 復活         | Fukkatsu     | Phục hoạt    | Sống lại     | Hidenori Ishida   | Naruhisa Arakawa                 | 30 tháng 1 năm 2000  |
| 2       | 変身         | Henshin      | Biến thân    | Biến thân    | Hidenori Ishida   | Naruhisa Arakawa                 | 6 tháng 2 năm 2000   |
| 3       | 東京         | Tōkyō        | Đông Kinh    | Tokyo        | Katsuya Watanabe  | Naruhisa Arakawa                 | 13 tháng 2 năm 2000  |
| 4       | 疾走         | Shissō       | Tật tẩu      | Chạy nhanh   | Katsuya Watanabe  | Naruhisa Arakawa                 | 20 tháng 2 năm 2000  |
| 5       | 距離         | Kyori        | Cự ly        | Khoảng cách  | Takao Nagaishi    | Naruhisa Arakawa                 | 27 tháng 2 năm 2000  |
| 6       | 青龍         | Seiryū       | Thanh Long   | Rồng xanh    | Takao Nagaishi    | Naruhisa Arakawa                 | 5 tháng 3 năm 2000   |
| 7       | 傷心         | Shōshin      | Thương tâm   | Nỗi buồn     | Hidenori Ishida   | Naruhisa Arakawa                 | 12 tháng 3 năm 2000  |
| 8       | 射手         | Shashu       | Xạ thủ       | Xạ thủ       | Hidenori Ishida   | Naruhisa Arakawa                 | 19 tháng 3 năm 2000  |
| 9       | 兄妹         | Kyōdai       | Huynh muội   | Anh em       | Katsuya Watanabe  | Naruhisa Arakawa                 | 26 tháng 3 năm 2000  |
| 10      | 熾烈         | Shiretsu     | Xí liệt      | Hừng hực     | Katsuya Watanabe  | Naruhisa Arakawa                 | 2 tháng 4 năm 2000   |
| 11      | 約束         | Yakusoku     | Ước thúc     | Lời hứa      | Takao Nagaishi    | Naruhisa Arakawa                 | 9 tháng 4 năm 2000   |
| 12      | 恩師         | Onshi        | Ân sư        | Người thầy   | Takao Nagaishi    | Naruhisa Arakawa                 | 16 tháng 4 năm 2000  |
| 13      | 不審         | Fushin       | Bất thẩm     | Đáng nghi    | Hidenori Ishida   | Toshiki Inoue                    | 23 tháng 4 năm 2000  |
| 14      | 前兆         | Zenchō       | Tiền triệu   | Điềm báo     | Hidenori Ishida   | Toshiki Inoue                    | 30 tháng 4 năm 2000  |
| 15      | 装甲         | Sōkō         | Trang giáp   | Áo giáp      | Katsuya Watanabe  | Naruhisa Arakawa                 | 7 tháng 5 năm 2000   |
| 16      | 信条         | Shinjō       | Tín điều     | Tín điều     | Katsuya Watanabe  | Naruhisa Arakawa                 | 14 tháng 5 năm 2000  |
| 17      | 臨戦         | Rinsen       | Lâm chiến    | Xung trận    | Nobuhiro Suzumura | Tsuyoshi Kida & Katsura Murayama | 21 tháng 5 năm 2000  |
| 18      | 喪失         | Sōshitsu     | Tang thất    | Mất mát      | Takao Nagaishi    | Toshiki Inoue                    | 28 tháng 5 năm 2000  |
| 19      | 霊石         | Reiseki      | Linh thạch   | Đá linh      | Hidenori Ishida   | Naruhisa Arakawa                 | 4 tháng 6 năm 2000   |
| 20      | 笑顔         | Egao         | Tiếu nhan    | Nụ cười      | Hidenori Ishida   | Naruhisa Arakawa                 | 11 tháng 6 năm 2000  |
| 21      | 暗躍         | An'yaku      | Ám thích     | Bí mật       | Katsuya Watanabe  | Naruhisa Arakawa                 | 25 tháng 6 năm 2000  |
| 22      | 遊戯         | Yūgi         | Du hí        | Trò chơi     | Katsuya Watanabe  | Naruhisa Arakawa                 | 2 tháng 7 năm 2000   |
| 23      | 不安         | Fuan         | Bất an       | Bất an       | Takao Nagaishi    | Toshiki Inoue                    | 9 tháng 7 năm 2000   |
| 24      | 強化         | Kyōka        | Cường hóa    | Cường hóa    | Takao Nagaishi    | Toshiki Inoue                    | 16 tháng 7 năm 2000  |
| 25      | 彷徨         | Hōkō         | Bàng hoàng   | Bàng hoàng   | Hidenori Ishida   | Naruhisa Arakawa                 | 23 tháng 7 năm 2000  |
| 26      | 自分         | Jibun        | Tự phần      | Chính mình   | Hidenori Ishida   | Naruhisa Arakawa                 | 30 tháng 7 năm 2000  |
| 27      | 波紋         | Hamon        | Ba văn       | Gợn sóng     | Katsuya Watanabe  | Toshiki Inoue                    | 6 tháng 8 năm 2000   |
| 28      | 解明         | Kaimei       | Giải minh    | Làm rõ       | Katsuya Watanabe  | Toshiki Inoue                    | 13 tháng 8 năm 2000  |
| 29      | 岐路         | Kiro         | Kỳ lộ        | Đường rẽ     | Takao Nagaishi    | Naruhisa Arakawa                 | 20 tháng 8 năm 2000  |
| 30      | 運命         | Unmei        | Vận mệnh     | Số phận      | Takao Nagaishi    | Naruhisa Arakawa                 | 27 tháng 8 năm 2000  |
| 31      | 応戦         | Ōsen         | Ưng chiến    | Trả thù      | Nobuhiro Suzumura | Naruhisa Arakawa & Sei Takenaka  | 3 tháng 9 năm 2000   |
| 32      | 障害         | Shōgai       | Chướng hại   | Vật cản      | Osamu Kaneda      | Toshiki Inoue                    | 10 tháng 9 năm 2000  |
| 33      | 連携         | Renkei       | Liên huề     | Hợp tác      | Osamu Kaneda      | Toshiki Inoue & Naruhisa Arakawa | 17 tháng 9 năm 2000  |
| 34      | 戦慄         | Senritsu     | Chiến lật    | Run sợ       | Hidenori Ishida   | Naruhisa Arakawa                 | 1 tháng 10 năm 2000  |
| 35      | 愛憎         | Aizō         | Ái tăng      | Yêu ghét     | Hidenori Ishida   | Naruhisa Arakawa                 | 8 tháng 10 năm 2000  |
| 36      | 錯綜         | Sakusō       | Thố tông     | Rắc rối      | Katsuya Watanabe  | Naruhisa Arakawa                 | 15 tháng 10 năm 2000 |
| 37      | 接近         | Sekkin       | Tiếp cận     | Tiếp cận     | Katsuya Watanabe  | Naruhisa Arakawa                 | 22 tháng 10 năm 2000 |
| 38      | 変転         | Henten       | Biến chuyển  | Thay đổi     | Takao Nagaishi    | Naruhisa Arakawa                 | 29 tháng 10 năm 2000 |
| 39      | 強魔         | Gōma         | Cường ma     | Gooma        | Takao Nagaishi    | Naruhisa Arakawa                 | 12 tháng 11 năm 2000 |
| 40      | 衝動         | Shōdō        | Xung động    | Thúc đẩy     | Hidenori Ishida   | Naruhisa Arakawa                 | 19 tháng 11 năm 2000 |
| 41      | 抑制         | Yokusei      | Ức chế       | Ức chế       | Hidenori Ishida   | Naruhisa Arakawa                 | 26 tháng 11 năm 2000 |
| 42      | 戦場         | Senjō        | Chiến trường | Chiến trường | Osamu Kaneda      | Naruhisa Arakawa                 | 3 tháng 12 năm 2000  |
| 43      | 現実         | Genjitsu     | Hiện thực    | Hiện thực    | Osamu Kaneda      | Naruhisa Arakawa                 | 10 tháng 12 năm 2000 |
| 44      | 危機         | Kiki         | Nguy cơ      | Khủng hoảng  | Katsuya Watanabe  | Naruhisa Arakawa                 | 17 tháng 12 năm 2000 |
| 45      | 強敵         | Kyōteki      | Cường địch   | Cường địch   | Katsuya Watanabe  | Naruhisa Arakawa                 | 24 tháng 12 năm 2000 |
| 46      | 不屈         | Fukutsu      | Bất khuất    | Bất khuất    | Katsuya Watanabe  | Naruhisa Arakawa                 | 31 tháng 12 năm 2000 |
| 47      | 決意         | Ketsui       | Quyết ý      | Xác định     | Hidenori Ishida   | Naruhisa Arakawa                 | 7 tháng 1 năm 2001   |
| 48      | 空我         | Kūga         | Không Ngã    | Kuuga        | Hidenori Ishida   | Naruhisa Arakawa                 | 14 tháng 1 năm 2001  |
| 49      | 雄介         | Yūsuke       | Hùng Giới    | Yusuke       | Hidenori Ishida   | Naruhisa Arakawa                 | 21 tháng 1 năm 2001  |

## Movie

### Hyper Battle Videos
- 2000: Kamen Rider Kuuga vs. the Strong Monster Go-Jiino-Da (仮面ライダークウガＶＳ剛力怪人ゴ・ジイノ・ダ Kamen Raidā Kūga Bāsasu Gōriki Kaijin Go Jiino Da?)

### TV special
- 2001: Kamen Rider Kuuga: First Dream of the New Year (仮面ライダークウガ 初夢 Kamen Raidā Kūga Hatsuyume?) - tập 46.5
- 2001: Kamen Rider Kuuga: Good Job (仮面ライダークウガ 乙彼 Kamen Raidā Kūga Otsukare?) - tập 50

### Director's Cut
- 2001: Kamen Rider Kuuga: Special Chapter (仮面ライダークウガ 特別篇 Kamen Raidā Kūga Tokubetsu-hen?) - phiên bản dựng của đạo diễn cho hai tập đầu

## Diễn viên
- Joe Odagiri / Jō Odagiri (オダギリ ジョー/ 小田切 譲 Odagiri Jō?): Yusuke Godai
- Kenji Tominaga (富永研司 Tominaga Kenji?): Riku
- Shingo Katsurayama (葛山信吾 Katsurayama Shingo?): Kaoru Ichijo
- Kazumi Murata (村田和美 Murata Kazumi?): Sakurako Sawatari
- Yasuhiro Koseki / Kitaro (安弘コ関/きたろう Koseki Yasuhiro / Kitarō?): Tamasaburo Kazari
- Wakana Chizaki / Wakana Aoi (千崎若菜/葵若菜 Chizaki Wakana / Aoi Wakana?): Minori Godai
- Yoshitaka Otsuka (大塚よしたか Ōtsuka Yoshitaka?): Shuichi Tsubaki
- Shio Mizuhara (水原詩生 Mizuhara Shio?): Nana Asahina
- Mie Nanamori (七森美江 Nanamori Mie?): Ra-Baruba-De
- Tenmei Basara (婆裟羅天明 Basara Tenmei?): Ra-Dorudo-Gu
- Akira Nogami (野上彰 Nogami Akira?): Zu-Zain-Da
- Miho Kido / Miho Iijima (木戸美歩/飯島美穂 Kido Miho / Ījima Miho?): Me-Garima-Ba
- Masato Gunji (軍司眞人 Gunji Masato?): Go-Gadoru-Ba
- Kaori Mizushima (水島かおり Kaori Mizushima?): Hikari Enokida
- Serge Vasilov (セルジュ・ヴァシロフ Seruju Vashirofu?): Jean Michel Sorrel
- Yuka Takeshima (竹島由夏 Takeshima Yuka?): Mika Natsume
- Yudai Ishiyama (石山雄大 Ishiyama Yūdai?): Sadao Matsukura
- Takashi Matsuyama (松山鷹志 Matsuyama Takashi?): Morimichi Sugita
- Nobuyuki Yoneyama (米山信之 Yoneyama Nobuyuki?): Tsuyoshi Sakurai
- Eri Tanaka (たなかえり Tanaka Eri?): Nozomi Sasayama
- Makoto Hatakeyama (畠山真 Hatakeyama Shin?): Junichi Shiina
- Takashi Kikuchi (菊池隆志 Kikuchi Takashi?): Hitoshi Kashihara
- Fujio Mori (森富士夫 Mori Fujio?): Gohei Ebisawa
- Katsuaki Nishide (西手勝秋 Nishide Katsuaki?): Kameyama Tsurumaru
- Takashi Inoue (井上高志 Inoue Takashi?): Shoji Kanzaki
- Daisuke Uchida (内田大介 Uchida Daisuke?): Junichi Chono
- Rie Okada (岡田理江 Okada Rie?): Keiko Motoshiro
- Yukako Mino (三野友華子 Mino Yukako?): Kanako Suyama
- Kentaro Shinho (新穂健太郎 Nībo Kentarō?): Sae Enokida
- Machiko Naka (中真千子 Naka Machiko?): Atsuko Enokida
- Yutaro Kamata (鎌田雄太郎 Kamata Yūtarō?): Hiroyuki Yashiro
- Tomoaki Takagi (高木智晃 Takagi Tomoaki?): Shuto Terashima
- Sumire Arai (あらいすみれ Arai Sumire?): Go-Jaaza-Gi
- Akio Sakurai (桜井顕生 Sakurai Kensei?): Go-Baberu-Da
- Tadashi Takatsuki (高月忠 Takatsuki Tadashi?): Nu-Zajio-Re
- Kenji Urai (浦井健治 Urai Kenji?): N-Daguva-Zeba
- Fumihiko Tachiki (立木文彦 Tachiki Fumihiko?) - Người dẫn chuyện.

## Nhạc phim
Opening theme
- "Kamen Rider Kuuga!" (仮面ライダークウガ! Kamen Raidā Kūga!?)
  - Lyrics: Shoko Fujibayashi
  - Composition: Toshihiko Sahashi
  - Artist: Masayuki Tanaka (田中昌之 Tanaka Masayuki?)

Ending theme
- "Aozora ni Naru" (青空になる? "Into the Blue Sky")
  - Lyrics: Shoko Fujibayashi
  - Composition: Toshihiko Sahashi
  - Artist: Jin Hashimoto (橋本仁 Hashimoto Jin?)

Insert theme
- "Power of soul"
  - Lyrics: Shoko Fujibayashi
  - Composition & Arrangement: Keiichi Oku
  - Artist: Jin Hashimoto
- "Red Desire"
  - Lyrics: Shoko Fujibayashi
  - Composition & Arrangement: Toshihiko Satou
  - Artist: Masayuki Tanaka
- "Believe in Miracle"
  - Lyrics: Shoko Fujibayashi
  - Composition & Arrangement: Toshihiko Satou
  - Artist: Kazumi Murata
- "Blue Higher"
  - Lyrics: Shoko Fujibayashi
  - Composition & Arrangement: Toshihiko Satou
  - Artist: Jin Hashimoto
- ""Bara No Okite" (薔薇の掟 The Law of Roses?)
  - Lyrics: Shoko Fujibayashi
  - Composition & Arrangement: Toshihiko Satou
  - Artist:Mie Nanamori (Ra-Baruba-De)
- "TRY & CHASE"
  - Lyrics: Nagae Kuwabara
  - Composition & Arrangement: Toshihiko Satou
  - Artist: Masayuki Tanaka
- "Say Alright!"
  - Lyrics: Shoko Fujibayashi
  - Composition & Arrangement: Toshihiko Satou
  - Artist: Jin Hashimoto
- "Edge of Green"
  - Lyrics: Shoko Fujibayashi
  - Composition & Arrangement: Kazunori Miyake
  - Artist: Jin Hashimoto
- "PURPLE PRIDE"
  - Lyrics: Shoko Fujibayashi
  - Composition & Arrangement: Kazunori Miyake
  - Artist: Nori Sakai
- "Kyuukyoku no Yami" (究極の闇 Ultimate Darkness?)
  - Lyrics: Shoko Fujibayashi
  - Artist: Norio Sakai
- "Love is my life"
  - Lyrics: Shoko Fujibayashi
  - Composition & Arrangement: Toshihiko Satou
  - Artist: Yoshitaka Ootsuka
- "Soukouki GOURAM" (装甲機ＧＯＵＲＡＭ Armored Machine GOURAM?)
  - Lyrics: Shoko Fujibayashi
  - Composition & Arrangement: Keiichi Oku
  - Artist: MICKEY-T.
- "Tanpopo No O-Hana" (たんぽぽのおはな?)
  - Lyrics: Shoko Fujibayashi
  - Composition & Arrangement: Toshihiko Satou
  - Artist: Wakana Aoi
- "BEATCHASER 2000"
  - Lyrics: Shoko Fujibayashi
  - Composition & Arrangement: Toshihiko Satou
  - Artist: Jin Hashimoto
- "It comes rain"
  - Lyrics: Shoko Fujibayashi
  - Composition & Arrangement: Toshihiko Satou
  - Artist: Shingo Katsurayama
- "Rising your power to Gold"
  - Lyrics: Shoko Fujibayashi
  - Composition & Arrangement: Toshihiko Satou
  - Artist: Nori Sakai

## Other media

### Manga
Kamen Rider Kuuga (仮面ライダークウガKamen Raida Kuga ) , được viết bởi Naruhisa Arakawa, là một phần của một loạt các tiểu thuyết adaptions spin-off của Riders Heisei Era Kamen. Câu chuyện diễn ra 12 năm sau khi series, trong đó Yusuke Godai đánh bại Gurongi như Kamen Rider Kuuga. Ichijo vẫn đang cố gắng nghiên cứu các di tích của các Gurongi Tribe cho đến khi tin đồn về một "chiến binh trắng" bí ẩn (白い戦士Shiroi Senshi ) bề mặt của internet, trong đó nhắc nhở Ichijo của Godai. Cuốn tiểu thuyết được kế hoạch ban đầu sẽ được phát hành vào ngày 30 tháng 11 năm 2012, tuy nhiên nó đã bị trì hoãn cho đến tháng 6 năm 2013.
1. Kamen Rider Kuuga (Televi-kun manga) (仮面ライダークウガ Kamen Raidā Kūga?)
2. Kamen Rider Kuuga: Extra Episode ~Trust~ (仮面ライダークウガ エクストラエピソード「信頼」 Kamen Raidā Kūga Ekusutora Episōdo Shinrai?)
3. Kamen Rider Kuuga (comic) (幪面超人古迦 Mung Min Chiu Yan Gu Gaa?)
4. Kamen Rider Kuuga (manga) (仮面ライダークウガ Kamen Raidā Kūga?)

### S.I.C. Hero Saga
Kuuga có hai SIC tầng Saga Anh hùng xuất bản trong tháng Hobby Japan tạp chí. Việc đầu tiên mang tên Masked Rider Kuuga: Odyssey (Masked Rider KUUGA -オデッセイ- Kamen Raida Kuga -Odessei- ) bằng văn bản của sản xuất hàng loạt Shigenori Takatera mở rộng khi các thần thoại của Kuuga các nhân vật gốc Riku(リク) , các Kuuga trước lựa chọn bởi các Linto, và bản gốc N-Daguva-Zeba (chưa hoàn thành) (ン·ダグバ·ゼバ(不完全体) N Daguba Zeba (Fukanzentai) ) . Câu chuyện thứ hai Masked Rider Kuuga: Side tối (RIDER Masked KUUGA dark dụng phụ Kamen Raida Kuga: Dāku Saido ) tiếp tục mở rộng các thần thoại series.Odyssey chạy từ tháng hai-tháng năm 2002. Dark Side chạy trong một tiêu đề vấn đề đặc biệt riêng Sở thích Nhật Bản Mook SIC chính thức Diorama Câu chuyện SIC Anh hùng Saga vol.2 .
1. Odyssey (オデッセイ Odessei?)
2. Dark Side

Odyssey tiêu đề chương
1. Linto (リントRinto )
2. Gurongi (グロンギGurongi )
3. Gouram (ゴウラムGōramu )
4. Daguva (ダグバDaguba )

### Novels
1. Kamen Rider Kuuga (novel) (小説 仮面ライダークウガ Shōsetsu Kamen Raidā Kūga?)